# Hostina pro vrány
Hostina pro vrány (A Feast for Crows) je čtvrtá kniha z fantasy série Píseň ledu a ohně od amerického autora George R. R. Martina. Navazuje na události předchozí knihy, Bouře mečů. Hostina pro vrány vyšla až pět let po předchozí knize v sérii, 17. října 2005 ve Velké Británii a 8. listopadu ve Spojených státech.
Kniha se původně měla odehrávat pět let po předchozí knize, Martin ale zjistil, že takový styl psaní by vyžadoval množství flashbacků, které by vyplnily časovou mezeru, a tak po roce tento styl psaní opustil. V květnu 2005 George Martin oznámil, že délka manuskriptu jeho samotného a vydavatele vedla k tomu, aby kapitoly vyšly ve dvou různých knihách. Nerozhodl se však text rozdělit chronologicky, ale podle postav a lokací příběhu - obě knihy se tedy měly zčásti odehrávat ve zhruba stejný čas, ale víceméně na jiných místech. Hostina pro vrány se tedy věnuje událostem v Králově přístavišti, v Řekotočí, na Železných ostrovech a v Dorne. Hostina pro vrány vyšla několik měsíců po rozhodnutí o rozdělení dějových linií, ale následující kniha, Tanec s draky až po šesti letech, 12. července 2011. Martin také poznamenal, že nyní se nejspíš bude sága sestávat ze sedmi knih.
V roce 2006 byla kniha nominována na cenu Locus a Hugo.
V češtině vyšlo první vydání jako předchozí 3 díly ságy rozděleno do dvou svazků v roce 2006.

## Děj
Královna regentka Cersei se snaží vládnout Sedmi královstvím, její paranoia a pýcha ji ale zaslepuje. Nyní už jí nikdo nestojí v cestě, aby sama de facto vládla říši, poněkud ironicky však vychází najevo, že je to přesně to, na co Cersei nestačí. Nechá svého druhého syna, Tommena, korunovat a oženit s Margery Tyrell. Tyrelly ale nenávidí a snaží se jich zbavit. Přitom se obkopuje neschopnými pochlebovači a připravuje si nevědomky pád. Nechává hledat Tyriona, kterého vidí za každým komplotem, a znepřátelí si i bratra Jaimeho. Intrikuje proti Margery, která je obviněná z nevěry a dalších hříchů, sama je ale nakonec (na rozdíl od Margery po právu) obviněna z toho samého a píše dopis Jaimemu s žádostí o pomoc.
Jaime Lannister se vydává do Řekotočí, aby ho navrátil do Tommenových rukou. Hrad Tullyů nakonec dobude bez krve, když ušetří Edmura Tullyho, který je poslaný jako zajatec do Casterlyovy skály, sídla Lannisterů. Krátce se setká i s Robbovou vdovou Jeyne a její rodinou, které pošle domů, ale přidělí jim vojáky, kteří mají za úkol Jeyne zabít, kdyby se pokusila o útěk. Novými vládci Řekotočí jsou Tommenovým výnosem stanoveni Freyové, kteří ale mají jen povrchní podporu říčních lordů.
Brienne z Tarthu se snaží splnit úkol, který jí dal Jaime Lannister - najít Sansu Stark a chránit ji. Putuje územím zpustošeným válkou, ale její úkol se zdá beznadějný (čtenář ostatně ví, že Sansa je s lordem Baelišem v Údolí Arryn) a setkává se pouze s nemrtvou Catelyn Stark, která její historce nevěří. Dá jí na výběr buď najít a zabít Jaimeho Lannistera, nebo čelit oprátce. Brienne si odmítne vybrat, protože mezi ní a Jaimem vzniklo pouto a tvrdí, že se změnil. Těsně před tím, než se začne dusit na oprátce, ale vykřikne jedno neznámé slovo.
Přítel Jona Sněha Samwell Tarly putuje do Starého města aby se vyučil v Citadele Mistrem.
V jižním království Dorne se dcery zabitého prince Oberyna snaží přimět svého strýce, vládce Dorne, aby se pomstil Lannisterům za smrt jejich otce. Princ Doran však v zájmu míru odmítá. Jeho dcera Arianne se naopak snaží intrikovat a jmenovat princeznu Myrcellu, sestru krále Tommena a snoubenku svého bratra, královnou, aby přiměla Dorne k akci proti Lannisterum.
Na Železných ostrovech se novým králem stává Euron Greyjoy, bratr Balona a strýc Theona a Aši, který se pomocí magického rohu chce zmocnit draků královny Daenerys.

## Vypravěči
Každá kapitola je vyprávěna v er-formě z pohledu jedné z postav. Jejich stav mysli, názory a vztah k ostatním silně ovlivňuje styl vyprávění, takže ani jeden z pohledů se nedá popsat jako nezaujatý. V Hostině pro vrány je dvanáct takových postav a jeden vypravěč prologu.

### Hlavní vypravěči
- Prolog: Pate, učedník Citadely ve Starém městě.
- Cersei Lannister, královna regentka.
- Sansa Stark, starší dcera Eddarda a Catelyn Stark, později psána jako Alayne.
- Arya Stark, mladší dcera Eddarda a Catelyn Stark. Později psána jako Kočka z kanálů.
- Ser Jaime Lannister, bratr královny Cersei a Tyriona Lannistera, syn lorda Tywina Lannistera.
- Brienne z Tarthu, bojovnice.
- Samwell Tarly, bratr Noční hlídky.

### Vedlejší vypravěči
- Prorok, později Utopený muž, Aeron Greyjoy, bratr Balona Greyjoye, kněz.
- Dcera Krakatice, Aša Greyjoy, dcera Balona Greyjoye a sestra Theonova.
- Železný kapitán, později Plenitel, Victarion Greyjoy, bratr Balona Greyjoye.
- Kapitán stráží, Areo Hotah, osobní strážce prince Dorana Martella z Dorne.
- Poskvrněný rytíř, Arys Oakheart, rytíř královské gardy, osobní stráž princezny Myrcelly.
- Královnotvůrce, později Princezna ve věži, Arianne Martell, dcera prince Dorana.